# يوناك
يوناك هي مدينة تابعة لمحافظة قونية في منطقة وسط الأناضول في تركيا، يبلغ عدد سكان المنطقة 41506 نسمة حسب تعداد عام 2000.